# Baildsa
Baildsa е музикална група в Солун, Гърция.
Създадена през 2007 г., групата изпълнява цигански пънк, реге и ска смесени балкански елементи. Музиката им комбинира вокали, китари, бас, барабани заедно с тромпети и акордеон. Baildsa са изпълнявали в Гърция, България, Македония и Турция. Групата е подгрявала Manu Chao и Kultur Shock. Първият им албум United States of Balkans (Съединени Балкански Щати) е издаден през октомври 2011 и може да се изтегли безплатно от уебсайта на бандата. Georgia Myridakis от fridge.gr коментира еклектичното звучене на Baildsa – „Елементи, вдъхновения, звуци, не подредени едни до други, а сглобени заедно, създаващи ентусиазираща и много забавна музика.

## История

### United States of Balkans
Първият албум на Baildsa – United States of Balkans е издаден през октомври 2011. Текстовете на песните поставят акцент върху политическата и социална ситуация в Гърция и като цяло на Балканите; според Baildsa – Балканите са историчеси и културно свързани и точно този смисъл носи заглавието United States of Balkans. В разговори с медиите, групата споделя, че „граници съществуват само по географските карти“. United States of Balkans може да се изтегли безплатно от уебсайта на групата.

## Участия
- D Festival в Дойран, Македония на 28 юли 2012.[6]
- River Party Festival в Нестрам, Гърция на 2 август 2012.[7]
- Pivolend Festival в Скопие, Македония през септември 2012.[8]
- Vinoskop Festival в Скопие, Македония на 13 октомври 2012.[9]
- Balkan Fest в Солун, Гърция на 15 март 2013.[10]
- Baildsa Bulgarian Tour 2013. Клубно турне в 8 града в България през ноември 2013.[4]